# Chris Bourque
Christopher Bourque (* 29. ledna 1986 v Boxfordu, Massachusetts) je bývalý americký hokejový útočník. Jeho otec je obránce Ray Bourque a mladší bratr je Ryan Bourque, který také hrál hokej.

## Hráčská kariéra
Bourque vystudoval Cushing akademii v roce 2004. Byl draftován týmem Washington Capitals v roce 2004 ve druhém kole 33. celkově.
Bourque vstřelil svůj první gól v NHL 30. prosince 2008 proti Buffalo Sabres. Dne 30. září 2009 přestoupil do týmu Pittsburgh Penguins.Tam se mu moc nedařilo a tak se vrátil dne 5. 12. 2009 do týmu Washington Capitals. Ve Washingtonu byl po jediném odehraném zápase přeřazen na farmu Hershey Bears.
Dne 24. 6. 2010 se neuplatnil v NHL, tak přestoupil do ligy KHL za tým Atlant Mytišči, kde podepsal smlouvu na 2 roky.

## Ocenění a úspěchy
- 2006 MSJ – Nejlepší střelec
- 2009 AHL – All-Star Game
- 2009 AHL - Vítězný gól
- 2010 AHL – Jack A. Butterfield Trophy
- 2012 AHL – All-Star Game
- 2012 AHL – První All-Star Tým
- 2012 AHL – Nejlepší nahrávač
- 2012 AHL – John B. Sollenberger Trophy
- 2015 AHL – All-Star Game
- 2015 AHL – První All-Star Tým
- 2016 AHL – All-Star Game
- 2016 AHL – První All-Star Tým
- 2016 AHL – John B. Sollenberger Trophy
- 2016 AHL – Les Cunningham Award
- 2017 AHL – All-Star Game
- 2018 AHL – All-Star Game
- 2020 DEL – Nejlepší hráč v pobytu na ledě (+/−)

## Prvenství

### NHL
- Debut – 6. listopadu 2007 (Atlanta Thrashers proti Washington Capitals)
- První gól – 30. prosince 2008 (Buffalo Sabres proti Washington Capitals, americkému brankáři Ryan Miller)
- První asistence – 28. října 2009 (Washington Capitals proti Montreal Canadiens)

### KHL
- Debut – 11. září 2010 (Atlant Mytišči proti Torpedo Nižnij Novgorod)
- První gól – 23. září 2010 (Severstal Čerepovec proti Atlant Mytišči, ruskému brankáři Vasilij Košečkin)

## Klubové statistiky

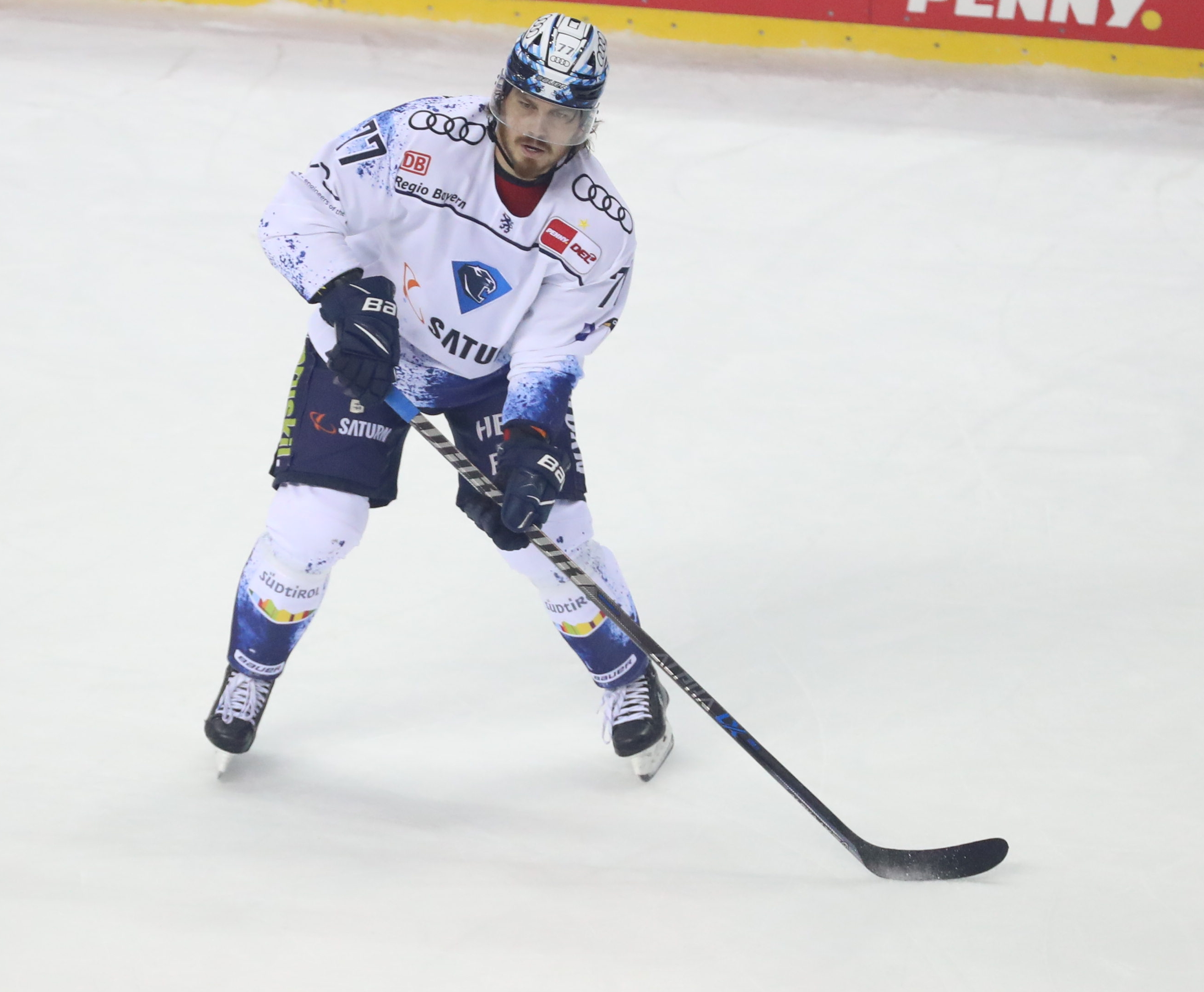
Chris Bourque (2021)

| Sezóna       | Klub                    | Soutěž       |     | Základní část | Základní část | Základní část | Základní část | Základní část |    | Play off | Play off | Play off | Play off | Play off |
| Sezóna       | Klub                    | Soutěž       | Z   | G             | A             | B             | TM            | Z             | G  | A        | B        | TM       |          |          |
| 2002–03      | Cushing Academy         | USHS         | 28  | 31            | 26            | 57            | 49            | —             | —  | —        | —        | —        |          |          |
| 2003–04      | Cushing Academy         | USHS         | 31  | 37            | 53            | 90            | 96            | —             | —  | —        | —        | —        |          |          |
| 2004–05      | Boston University       | HE           | 35  | 10            | 13            | 23            | 50            | —             | —  | —        | —        | —        |          |          |
| 2004–05      | Portland Pirates        | AHL          | 6   | 1             | 1             | 2             | 2             | —             | —  | —        | —        | —        |          |          |
| 2005–06      | Hershey Bears           | AHL          | 52  | 8             | 28            | 36            | 40            | 1             | 0  | 0        | 0        | 0        |          |          |
| 2006–07      | Hershey Bears           | AHL          | 76  | 25            | 33            | 58            | 49            | 19            | 2  | 6        | 8        | 18       |          |          |
| 2007–08      | Hershey Bears           | AHL          | 73  | 28            | 35            | 63            | 56            | 5             | 1  | 3        | 4        | 8        |          |          |
| 2007–08      | Washington Capitals     | NHL          | 4   | 0             | 0             | 0             | 2             | —             | —  | —        | —        | —        |          |          |
| 2008–09      | Hershey Bears           | AHL          | 69  | 21            | 52            | 73            | 57            | 22            | 5  | 16       | 21       | 30       |          |          |
| 2008–09      | Washington Capitals     | NHL          | 8   | 1             | 0             | 1             | 0             | —             | —  | —        | —        | —        |          |          |
| 2009–10      | Pittsburgh Penguins     | NHL          | 20  | 0             | 3             | 3             | 10            | —             | —  | —        | —        | —        |          |          |
| 2009–10      | Hershey Bears           | AHL          | 49  | 22            | 48            | 70            | 26            | 21            | 7  | 20       | 27       | 10       |          |          |
| 2009–10      | Washington Capitals     | NHL          | 1   | 0             | 0             | 0             | 0             | —             | —  | —        | —        | —        |          |          |
| 2010–11      | Atlant Mytišči          | KHL          | 8   | 1             | 0             | 1             | 0             | —             | —  | —        | —        | —        |          |          |
| 2010–11      | HC Lugano               | NLA          | 39  | 14            | 19            | 33            | 24            | —             | —  | —        | —        | —        |          |          |
| 2011–12      | Hershey Bears           | AHL          | 73  | 27            | 66            | 93            | 42            | 5             | 1  | 3        | 4        | 0        |          |          |
| 2012–13      | Providence Bruins       | AHL          | 39  | 10            | 28            | 38            | 34            | 12            | 5  | 9        | 14       | 14       |          |          |
| 2012–13      | Boston Bruins           | NHL          | 18  | 1             | 3             | 4             | 6             | —             | —  | —        | —        | —        |          |          |
| 2013–14      | Ak Bars Kazaň           | KHL          | 11  | 2             | 0             | 2             | 6             | —             | —  | —        | —        | —        |          |          |
| 2013–14      | EHC Biel                | NLA          | 21  | 6             | 7             | 13            | 14            | —             | —  | —        | —        | —        |          |          |
| 2014–15      | Hartford Wolf Pack      | AHL          | 73  | 29            | 37            | 66            | 68            | 15            | 4  | 13       | 17       | 12       |          |          |
| 2015–16      | Hershey Bears           | AHL          | 72  | 30            | 50            | 80            | 56            | 21            | 4  | 8        | 12       | 20       |          |          |
| 2016–17      | Hershey Bears           | AHL          | 76  | 18            | 42            | 60            | 46            | 12            | 6  | 4        | 10       | 4        |          |          |
| 2017–18      | Hershey Bears           | AHL          | 64  | 17            | 36            | 53            | 63            | —             | —  | —        | —        | —        |          |          |
| 2018–19      | Bridgeport Sound Tigers | AHL          | 72  | 15            | 39            | 54            | 52            | 5             | 0  | 1        | 1        | 2        |          |          |
| 2019–20      | EHC Red Bull München    | DEL          | 51  | 17            | 30            | 47            | 34            | —             | —  | —        | —        | —        |          |          |
| 2020–21      | EHC Red Bull München    | DEL          | 38  | 7             | 35            | 42            | 26            | 2             | 1  | 1        | 2        | 2        |          |          |
| 2021–22      | ERC Ingolstadt          | DEL          | 52  | 17            | 28            | 45            | 42            | 2             | 0  | 1        | 1        | 4        |          |          |
| Celkem v AHL | Celkem v AHL            | Celkem v AHL | 794 | 251           | 495           | 746           | 591           | 138           | 35 | 83       | 118      | 118      |          |          |
| Celkem v NHL | Celkem v NHL            | Celkem v NHL | 51  | 2             | 6             | 8             | 18            | —             | —  | —        | —        | —        |          |          |
| Celkem v KHL | Celkem v KHL            | Celkem v KHL | 19  | 3             | 0             | 3             | 6             | —             | —  | —        | —        | —        |          |          |

## Reprezentace
| Rok                       | Tým                       | Soutěž                    | Z  | G | A | B  | TM |
| ------------------------- | ------------------------- | ------------------------- | -- | - | - | -- | -- |
| 2005                      | USA 20                    | MSJ                       | 3  | 1 | 1 | 2  | 0  |
| 2006                      | USA 20                    | MSJ                       | 7  | 7 | 1 | 8  | 12 |
| 2018                      | USA                       | OH                        | 5  | 0 | 2 | 2  | 2  |
| Juniorská kariéra celkově | Juniorská kariéra celkově | Juniorská kariéra celkově | 10 | 8 | 2 | 10 | 12 |
| Seniorská kariéra celkově | Seniorská kariéra celkově | Seniorská kariéra celkově | 5  | 0 | 2 | 2  | 2  |